# 제13회 부천국제애니메이션페스티벌
제13회 부천국제애니메이션페스티벌은 2011년 11월 4일에 열린 시상식이다.

## 수상 및 후보

### 본상-심사위원 특별상
- 힌터랜드 - 요스트 알토프 외 1명 수상

### 본상-우수상 (국내)
- 도깨비와 만두 - 정지환 수상

### 본상-우수상 (해외)
- 플라밍고 프라이드 - 토머 에셰드 수상

### 본상-관객상
- 바이킹, 그가 천국에 보내진 이유 - 벤자민 제이 수상

### 본상- GRAND Prize
- 배달부, 도둑 그리고 비둘기 - 메디 알아비 수상

### 본상-온라인 우수상
- 마지막 비행 - 안드레아스 톰슨 수상

### 본상-네티즌 초이스
- 내 안에 너 있다 - 베로니마 사마트세바 수상

### 특별상- 유광선 상
- 이시하라 - 야오아브 브릴 수상
- 아 - 이성환 수상

### 특별상- 농협부천시지부장 상
- 버스 안에서 - 마티아스 바르데니 수상

### 특별상-FedEx상
- 곤충들의 역습 - 조니 마니스토 수상

### 특별상-Yahoo! Korea상
- 작은 배 - 넬슨 볼레스 수상

### 특별상-곰TV상(온라인)
- 금붕어 탈출기 - 오브레이 프리실라 수상

### 학생경쟁부문
- 당.신.들이 사는나라 - 장유경
- 공룡을 보았니? - 이지은
- 귀신의 나쁜 기억 - 정주아
- 퍼 - 프랑소아 바로
- 피자소년과 공룡 - 레온 니구엔
- 거미노예와 파리주인 - 르네 랑쥬
- 잔혹동화 윌 - 에밀리 체르카스첸코
- 지하세계 펜던트 - 엘리자베스 세븐오크
- 종이 비행기 - 벨로 가브리엘
- 생활의 패턴 - 쉬쯔얀
- 리뱅뱅 - 치아치 쳉
- 바이킹, 그가 천국에 보내진 이유 - 벤자민 제이
- 클러스터 폭탄 - 안드레아스 크리스티안센
- 텐더마치 - 우에쿠사 와타루
- 별빛 동반자 - 키릴 아바노브
- 아가페 - 박정은
- 도깨비와 만두 - 정지환
- 바바야가 - 이미현
- 이시하라 - 야오아브 브릴
- 싸움의 기술 - 리 아이 쑤안
- 미스트 - 테오 보보엘
- 배달부, 도둑 그리고 비둘기 - 메디 알아비
- 하늘에서 사람이 내린다면 - 발렌키 페도르
- 화장실이 막혔어요 - 마티우스 클레멧
- 서랍 속 괴물 - 사니 라티넨
- 지금, 여기에 - 탁둘순
- 인생의 맛 - 현소영
- 껌 소년 - 마사키 오쿠다
- 그리움 - 니나 갠츠
- 납치의 목적 - 프란체스카 아담스
- 작은 배 - 넬슨 볼레스
- 철로위의 추억 - 제레미 구티에
- 빠가!! - 임마누엘 바그너
- 곤충들의 역습 - 조니 마니스토
- 인터뷰 - 김현원
- 버스 안에서 - 마티아스 바르데니
- 환담 - 박혜림
- 데마그 - 주성현 외 2명
- 타임 테이블 - 이대한
- 다리 위의 생명 - 웨이 하방
- 플라밍고 프라이드 - 토머 에셰드
- 강자의 두려움 - 아나스 카우라 외 1명
- 엘 마초 - 다니엘라 네그린 오초아
- 닭의 시선을 피하는 방법 - 천천
- 포스터 연인 - 원 쯔챠오
- 알앤지 - 쭈오 회이 씬
- 힌터랜드 - 요스트 알토프 외 1명
- 동물과 하나되는 방법 - 알 자레이 자라라바디
- 아 - 이성환
- 이런느낌 저런느낌 시즌2 - 조형모 외 1명
- 세 손가락 도둑 - 베놔 오드
- 나는 스타였다 - 필립 힐레스
- 창문 밖 시선 - 케빈 마나치
- 짝사랑 - 윤진아
- 보틀 - 커스틴 레포레
- 기억해주세요 - 비나이 기리아하
- 소년 - 하다 랜드베르그 외 1명
- 환영 - 레미 바스티에
- 죽음의 미스터리 - 매들린 샤루오드
- 사슴과의 맞짱 - 수네 레인하드

### 온라인경쟁부문
- 스크램블 - 윤창섭
- 비둘기는 날지 않는다 - 윤익원
- 티나노 - 유승철 외 2명
- 오 마이 갓 - 주윤철
- 다큐멘터리 김 - 김시내
- 마지막 비행 - 안드레아스 톰슨
- 쥬쌈맨 - 스테판 보그
- 외계인과 지구인 사이 - 데니스 두체나이
- 거북이와 자라의 결투 - 정얀치
- 태엽심장 - 필립 호프매너
- 내 안에 너 있다 - 베로니마 사마트세바
- 캡틴짱! - 에칸 보도간
- 왜곡된 사랑 - 마리나 모스코바
- 금붕어 탈출기 - 오브레이 프리실라
- 엘레노어 - 끌로에 버리
- 도난당한 얼굴 - 시몬 보카차드
- 로보트 - 김기은 외 1명

### 학생, 인디 스페셜
- 아침 식탁 - 김채현
- 크레센도 - 정운설
- 노~ 프라블럼! - 나혜련
- 연애시작 - 나정인
- 허 네임 이즈 노 네임 - 조연희
- 선량한 인간들의 도시 - 허범욱
- 이브 감상 - 원성구
- 띠띠리부 만딩씨 - 홍학순
- 하트 - 오수형
- 선샤인 걸 - 윤정욱

### 장편
- 파리의 고양이 - 쟝-루프 펠리시오리
- 극장판 '문학소녀' - 타다 슌스케
- 전국 바사라 - 노무라 카즈야
- 단탈리안의 서가: 1화 튀어나오는 그림책 - 우에무라 유타카
- 단탈리안의 서가: 8화 조향사 - 우에무라 유타카
- 단탈리안의 서가: 12화 환곡 - 우에무라 유타카
- 공주와 개구리 - 론 클레멘츠 외 1명
- 빌플림튼 어드벤쳐 - 알렉시아 아나타시오
- 극장판 기동전사 건담00 - 미즈시마 세이지
- 소중한 날의 꿈 - 안재훈
- 요나 요나 펭귄 - 린 타로
- 랍비의 고양이 - 조안 스파 외 1명
- 은실이 - 김선아
- 퍼펙트 블루 - 곤 사토시